# Isla Santa Fe
La isla Santa Fe (también llamada Barrington) es una isla ecuatoriana que forma parte del archipiélago de las islas Galápagos. Se encuentra en el centro de éstas; es la décima primera por su extensión, al contar con una superficie de 24 km² y una altitud máxima de 259 m. Geológicamente es una de las más antiguas, ya que han sido encontradas rocas volcánicas de alrededor de cuatro millones de años. Existe un sitio de aterrizaje situado en la bahía de Barrington en el lado noreste de la isla. Un gran número de leones marinos se encuentran en las playas de esta bahía. 
Fue llamada así en honor a las Capitulaciones de Santa Fe, firmadas el 17 de abril de 1492, en las que se otorgaron a Cristóbal Colón los títulos de Almirante Mayor de la Mar Océana, Virrey y Gobernador General de las tierras que descubriera, el derecho de terna en los nombramientos de regidores y el décimo o 10% de todas las mercancías que se negociaran en las Indias. El nombre de Barrington es en honor del almirante Samuel Barrington.
La vegetación de la isla se caracteriza por la presencia de un denso bosque de la especie más grande de los cactus gigantes Opuntia echios y de palo santo. Los precipicios costeros son el hogar de gaviotas de las Galápagos y petreles. La iguana terrestre de Santa Fe (Conolophus pallidus) es endémica de la isla, donde también se encuentra la lagartija de lava. Tiene una laguna de color turquesa y aguas tranquilas donde se ven lobos marinos. También es endémica de la isla una subespecie del roedor Aegialomys galapagoensis.